# Двоскін Олександр Олександрович
Двоскін Олександр Олександрович — російський композитор. Заслужений артист Узбецької РСР (1970). Заслужений діяч мистецтв Росії (1980).
Народився 20 жовтня 1919 р. у Катеринославі Автор музики до українського телефільму «Остання справа комісара Берлаха» (1971, у співавт. з О.Зацепіним).